# Sandra Lister
Sandra „Sandie“ Denise Lister (* 16. August 1961 in Halifax, West Yorkshire) ist eine ehemalige britische Hockeyspielerin. Sie war Olympiadritte bei den Olympischen Spielen 1992 und Europameisterin 1991.

## Leben
Sandra Lister gehörte zur englischen Nationalmannschaft, die bei der Weltmeisterschaft 1983 in Kuala Lumpur den fünften Platz erreichte. Drei Jahre später belegte sie auch bei der Weltmeisterschaft 1986 in Amstelveen den fünften Platz. Bei der Europameisterschaft 1987 in London erreichten die Engländerinnen das Finale und erhielten die Silbermedaille hinter der niederländischen Mannschaft.
Vier Jahre später fand die Europameisterschaft in Brüssel statt. Die Engländerinnen gewannen ihre Vorrundengruppe und bezwangen im Halbfinale die Niederländerinnen. Im Finale besiegten sie die deutsche Mannschaft mit 2:1. Ein Jahr später bei den Olympischen Spielen 1992 in Barcelona belegten die Britinnen in der Vorrunde den zweiten Platz hinter den Südkoreanerinnen. Nach einer 1:2-Niederlage gegen die Deutschen im Halbfinale spielten die Britinnen gegen die Südkoreanerinnen um Bronze und gewannen mit 4:3 nach Verlängerung. Nach einem neunten Platz bei der Weltmeisterschaft 1994 endete Sandra Listers internationale Karriere.
Sandra Lister begann beim Bradford Hockey Club und schloss sich später dem Ipswich Ladies HC an. Nach ihrer aktiven Laufbahn wurde sie Trainerin in Ipswich. Insgesamt war sie über 30 Jahre für den Verein tätig.